# Бубырь, Алексей Фёдорович
Алексе́й Фёдорович Бубы́рь (16 марта 1876, Павлоградский уезд, Екатеринославская губерния — 1919[…], Украина) — русский архитектор, гражданский инженер, представитель русского (северного) модерна. Автор гражданских и промышленных зданий в Санкт-Петербурге, Ревеле и Сочи, а также ряда конкурсных проектов. Работал с Н. В. Васильевым и Л. А. Ильиным.

## Биография

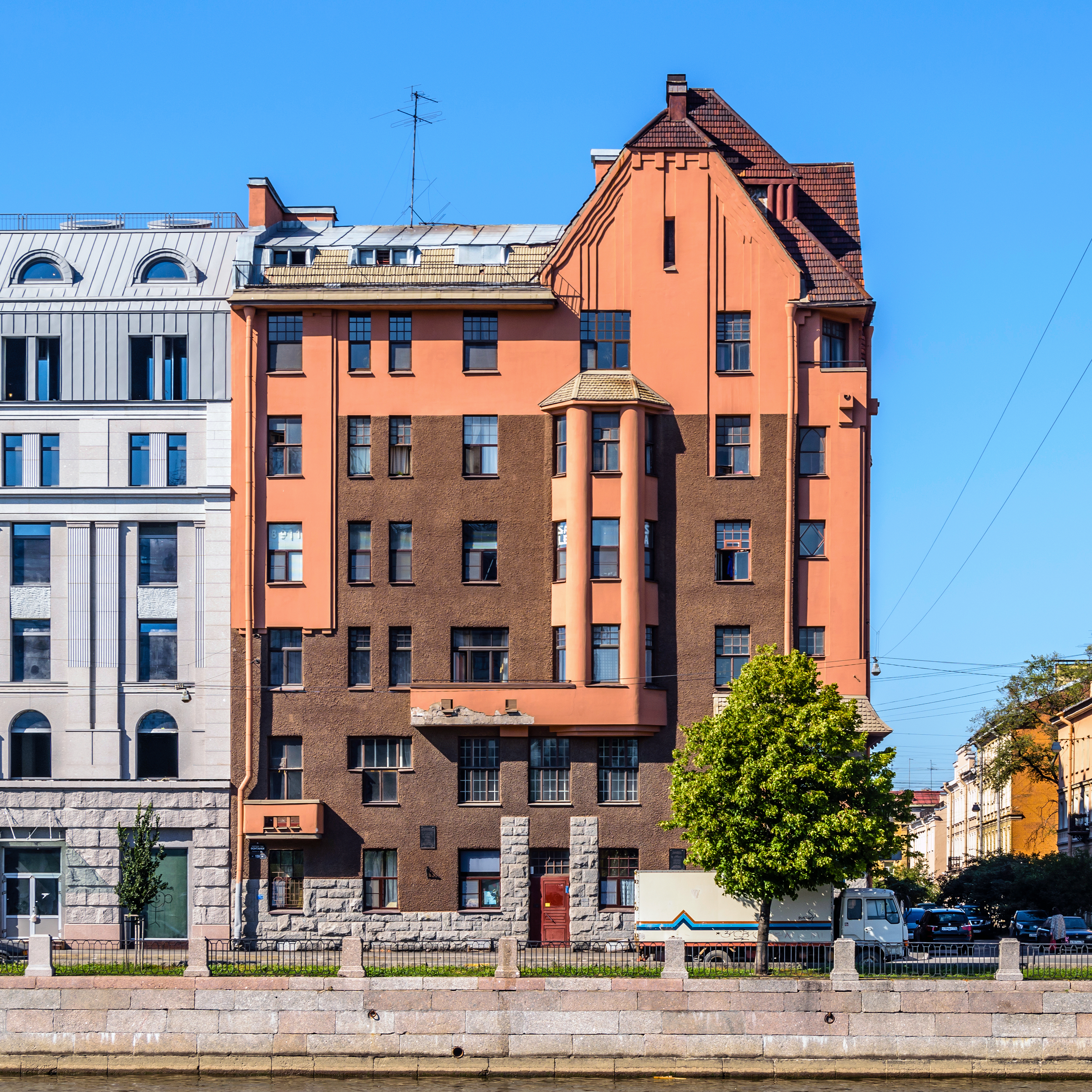
Доходный дом К. И. Капустина на набережной р. Фонтанки. Санкт-Петербург. 1910—1912

Родился 16 марта 1876 года в деревне Алексеевка Павлоградского уезда Екатеринославской губернии. В 1897 году окончил Павлоградскую гимназию и переехал в Санкт-Петербург, где поступил в Институт гражданских инженеров. Будучи студентом, побывал в Германии, Франции и Финляндии. Обучение окончил с отличием в 1902 году.
В 1903 году поступил на службу в Ведомство учреждений императрицы Марии, где участвовал в строительстве дома Петербургского коммерческого училища (ул. Ломоносова, 11), в 1913 году руководил ремонтом ограды Воронихинского сквера. В 1914 году получил чин статского советника.
Первой работой на частного заказчика стал совместный проект с архитектором Ильиным, реализованный в 1903—1904 годах — жилой дом при лютеранской церкви св. Анны (Фурштатская улица, 9). В дальнейшем с Ильиным Бубырь сотрудничал неоднократно. Ими в 1905—1906 годах было построено здание школ лютеранского прихода св. Анны (Кирочная улица, 8). Вместе с Н. В. Васильевым Бубырь в 1906—1907 годах построил доходный дом на Стремянной улице (дом 11). Этот проект оказался настолько удачным, что архитектор выкупил здание и устроил в нём собственную мастерскую.
Бубырь является автором таких зданий, как торговый дом Обольянинова (Таврическая улица, 37, 1907—1908), доходный дом Латышской церкви (Загородный проспект, 64, 1910—1912), доходный дом Капустина (набережная Фонтанки, 159, 1910—1912), доходный дом Визлер (Ковенский переулок, 23, 1911—1912), доходный дом Барсовой (Заячий переулок, 6, 1912), доходный дом Шауфельбергера (улица Марата, 30, 1912—1915; капитальная перестройка здания 1860 года), жилой комплекс Бассейного товарищества собственных квартир (улица Некрасова, 58-60, 1912—1914), дом Р. А. Дидерихса (Большой проспект ПС, 104, 1912—1914), здания Главной палаты мер и весов (Московский проспект, 19, 1913—1914).
Архитектурную деятельность Бубырь совмещал с преподаванием в Институте гражданских инженеров, где до 1918 года вёл курс архитектурного проектирования. Кроме того, Бубырь участвовал в работе Общества гражданских инженеров и Петербургского общества архитекторов в качестве эксперта и секретаря конкурсных жюри.
Последней работой Бубыря стал комплекс производственных зданий завода «Русский Рено» (Большой Сампсониевский проспект, 69), построенный в 1914—1916 годах.
После 1917 года перестал получать частные заказы. Из Санкт-Петербурга он уехал на Украину, где в 1919 году погиб от рук бандитов. Место захоронения неизвестно.
Семья:
- Жена — Юлия Андреевна Дидерихс (1883—1950), дочь последнего владельца фортепьянной фабрики «Diederichs Frères» Андрея Андреевича Дидерихса (1866—1923).
- Дети:

1. Наталья Алексеевна (1904—?)
2. Алексей Алексеевич (1907—1990)
3. Татьяна Алексеевна (1909—1998)
4. Пётр Алексеевич (1911—1989)
5. Мария Алексеевна (1913—2000)

## Адреса в Санкт-Петербурге
- Суворовский пр., д. 34